# Бузоев, Дзембат Тохович
Дзембат Тохович Бузоев (15 ноября 1929 — 15 октября 2019) — советский и российский осетинский педагог. Депутат Совета Союза Верховного Совета СССР 11 созыва (1984—1989) от Северо-Осетинской АССР.

## Биография
В 1952 году, после окончания Северо-Осетинского государственного педагогического института им. К. Л. Хетагурова был направлен в Сталинградскую область, где работал и учителем, и секретарем райкома комсомола. В 1955 году вернулся в родную Осетию, был директором школы в селе Раздольное. С 1958 года — директор школы в станице Терской Моздокского района, занимал этот пост 49 лет.
Неоднократно избирался депутатом станичного Совета народных депутатов и Собрания представителей Моздокского района, с 1984 по 1989 год — депутат Верховного Совета СССР.
Умер 15 октября 2019 г.

## Награды
- Заслуженный учитель Республики Северная Осетия — Алания
- Почётный гражданин Моздокского района